# Lake Forest (Illinois)
Lake Forest je grad u američkoj saveznoj državi Ilinois. Prema popisu stanovništva iz 2010. u njemu je živjelo 19.375 stanovnika.